# Prix Vassyl-Stous
Le prix Vassyl-Stous (ukrainien : Премія імені Василя Стуса) est un prix littéraire, artistique récompensant des auteurs ukrainien(ne)s. Il est créé en 1989 par l’association UNATI.
Le prix est nommé en honneur du poète Vassyl Stous. Il récompense l’œuvre et l'implication de l'auteur dans la vie.

## Histoire

### Distingué(e)s
- 1989 : Ivan Svitlytchny.
- 1991 : Halyna Sévrouk, Maria Bourmaka.
- 1992 : Olga Bogomolets, Ihor Kalynets, Nadia Svitlytchna.
- 1993 : Anna-Halia Horbatch.
- 1994 : Mykhaïlyna Kotsioubynska.
- 1998 : sœurs Telniouk.
- 2000 : Lioudmila Semykina.
- 2001 : Lyoubov Pantchenko.
- 2003 : Mariana Savka.
- 2007 :  Oleksandra Matviïtchouk.
- 2012 : Volodymyr Viatrovytch.
- 2014 : Ruslana, Sviatoslav Vakartchouk.
- 2017 : Serhiy Jadan.
- 2018 : Borys Gudziak.
- 2019 : Vladislav Troïtsky.
- 2020 : Akhtem Seitablayev.
- 2022 : Vitaly Portnikov.